# Виктория Савойска
Вижте пояснителната страница за други личности с името Виктория.
Виктория Савойска, родена Виктория Кристина Аделаида Киара Мария Савойска (на италиански: Vittoria Cristina Adelaide Chiara Maria di Savoia; * 28 декември 2003, Женева, Швейцария), е член на Савойската династия (кадетски клон Савоя-Каринян), маркиза на Ивреа, принцеса на Кариняно и фотомодел. През 2023 г. баща ѝ обявява намерението си да абдикира от претенциите си за трона в нейна полза, когато почувства, че е готова да го наследи.

## Произход
Баща ѝ е Емануил Филиберт Савойски (* 1972) – швейцарска телевизионна личност с италианско гражданство, собственик на футболни дружества, наследник на италианския трон, а майка ѝ Клотилд Куро (* 1969) е френска актриса. Тя е внучка на Виктор Емануил, принц на Неапол, настоящият глава на Савойския дом, и на съпругата му Марина Риколфи Дория. Нейният прадядо крал Умберто II е последният крал на Италия преди монархията да бъде премахната с референдум през 1946 г. Нейната прабаба е Мария-Жозе Белгийска, последната кралица на Италия. Има една сестра:
- Луиза Йоанна Агата Гавина Бианка Мария (* 2006), кралска принцеса на Савоя, принцеса на Киери, графиня на Салеми

## Биография
Виктория е кръстена на 30 май 2004 г. от монсеньор Джовани Чели в базиликата Сан Франческо д'Асизи в Асизи. Нейни кръстници са Отавио Мацола и Роберта Фабри. Бебето носи кръщелна роба, носена от нейния прапрадядо крал Виктор Емануил III Савойски при кръщенето му на 31 май 1869 г. Сред гостите са принц Алберт от Монако, принцеса Мария Беатрис Савойска, принц Сергей Югославски и принцеса Мафалда фон Хесен, внучка на принцеса Мафалда Савойска. Родителите избират Асизи като символ на мира.
На 28 декември 2019 г. получава титлите „принцеса на Кариняно“ и „маркиза на Ивреа“. 
Израства между Швейцария, Монако, Италия и Франция. Учи в частното училище „Диагонал“ в Париж. Обича модата и е активна в Инстаграм, където към септември 2024 г. има 104 хил. последователи.
Дядо ѝ Виктор Емануил променя правилата за унаследяване (Салическия закон), които преди това са позволявали само на мъже да бъдат наследници на трона. Съгласно това принцеса Виктория, като първородно дете на баща си, един ден ще го наследи като глава на Савойския дом и наследник на трона на Савойския дом. През юни 2023 г. нейният баща Емануил Филиберт обявява, че ще абдикира от претенциите си за трона, когато почувства, че тя е готова.
Сегашната линия на наследяване на Савойския дом се оспорва от принц Аймон Савойски-Аоста, 6-и херцог на Аоста.